# 大哈特曼斯多夫
大哈特曼斯多夫（德語：Großhartmannsdorf）是德国萨克森州的市镇，隶属于中萨克森县。总面积为32.21平方千米，截至2023年12月31日总人口为2,417人。